# Larry Lalli
Lawrence "Larry" Lalli (6 januari 1966) is een Amerikaanse muzikant. Lalli is het meest bekend als bassist van de band The Sort of Quartet en Fatso Jetson. Hij is een muzikant uit de Palm Desert Scene en de neef van Mario Lalli.

## Biografie
Lalli was een bekende tijdens de generator parties. Veel filmmateriaal dat te zien is op sociale media zoals YouTube komt van zijn hand.
Zijn muzikale carrière begon toen hij, Alfredo Hernández, Mario Lalli en Gary Arce samen gingen jammen nadat Scott Reeder de band Across the River verliet. Ze veranderen de bandnaam in 1987 in 'Englenhook' om instrumentale muziek te maken. Met deze band werkten ze steeds meer toe naar het geluid dat uiteindelijk de band Yawning Man werd. Lalli speelde korte tijd in deze band.
Yawning Mans muziek begon te muteren in vreemde loops, met een bijna donker jazz- en punkgeluid (bebop). De naam van de band paste niet meer bij de muziek. De band veranderde haar naam daarom naar The Sort of Quartet. Lalli sloot zich weer aan om met deze band vier albums op te nemen. In 1995 werd het album Planet Mamon uitgebracht, in 1996 Bombas de Amor en Kiss Me Twice I'm Schitzo en in 1999 het laatste album Victim A La Mode. 
Sinds 1994 speelt hij als bassist, samen met zijn neef Mario Lalli in de band Fatso Jetson.
Naast het spelen van shows in en rond Los Angeles is Larry samen met zijn leef Mario Lalli eigenaar en exploitant van een klein restaurant en club in Sierra Madre, Californië genaamd Cafe 322, gelegen op 322 West Sierra Madre Boulevard. Ze hebben vaak jazz- en bluesartiesten, maar treden zelf ook sporadisch op. Voordat ze deze club openden hadden ze een andere, 'Rhythm & Brews' in Indio, Californië voor 250 bezoekers waar onder andere Rancid, the Melvins, en Dick Dale hebben opgetreden nadat de generator parties niet meer werkten. Omdat er met regelmaat politie nodig was om orde te houden sloot in club in 1995 zijn deuren.

## Discografie

### MetThe Sort of Quartet
| Jaar | Titel                       | Opmerkingen |
| 1995 | "Planet Mamon"              | basgitaar   |
| 1996 | "Bombas de Amor"            | basgitaar   |
| 1996 | "Kiss Me Twice I'm Schitzo" | basgitaar   |
| 1999 | "Victim A La Mode"          | basgitaar   |

### MetFatso Jetson

#### Albums
| Jaar | Titel                      | Opmerkingen |
| 1995 | "Stinky Little Gods"       | basgitaar   |
| 1997 | "Power of Three"           | basgitaar   |
| 1999 | "Flames for All"           | basgitaar   |
| 2001 | "Toasted"                  | basgitaar   |
| 2002 | "Cruel & Delicious"        | basgitaar   |
| 2007 | "Fatso Jetson Live" (lp)   | basgitaar   |
| 2010 | "Archaic Volumes"          | basgitaar   |
| 2013 | "Live at Maximum Festival" | basgitaar   |
| 2016 | "Idle Hands"               | basgitaar   |

#### Single en ep
| Jaar | Titel                                  | Opmerkingen |
| 1998 | "Fu Manchu/Fatso Jetson Split"         | basgitaar   |
| 1998 | "Fatso Jetson/The Bloodshot Split"     | basgitaar   |
| 1999 | "Fatso Jetson/Fireball Ministry Split" | basgitaar   |
| 2010 | "Fatso Jetson/Oak's Mary Split"        | basgitaar   |
| 2013 | "Yawning Man & Fatso Jetson Split"     | basgitaar   |
| 2014 | "Early Shapes Split"                   | basgitaar   |

#### Compilatiealbums
| Jaar | Titel                                            | Opmerkingen |
| 1998 | "Welcome to Meteor City"                         | basgitaar   |
| 1999 | "Graven Images - A Tribute to the Misfits"       | basgitaar   |
| 2001 | "Stoned Again! - A Bong Load Records Collection" | basgitaar   |

### MetDesert Sessions
Albums
| Jaar | Titel                                | Opmerkingen |
| 1998 | "The Desert Sessions: Volumes 3 & 4" | basgitaar   |

Ep
| Jaar | Titel                                   | Opmerkingen |
| 1998 | "Volume 4: Hard Walls and Little Trips" | basgitaar   |

### MetYawning Man
| Jaar | Titel                               | Opmerkingen |
| 2009 | "The Birth of Sol (The Demo Tapes)" | basgitaar   |